# Roque González de Santa Cruz
Roque González de Santa Cruz, SJ (Assunção, 16 de agosto de 1576 — Caibaté, 15 de novembro de 1628) foi um religioso santo, natural do Paraguai, que entrou na história do Brasil meridional ao disseminar a religião cristã entre os povos originais das terras do oeste do Rio Grande do Sul.

## Biografia
Filho de Bartolomé González de Villaverde e María Santa Cruz, nasceu em uma família de sete irmãos: um deles, Pedro, se tornou sacerdote; Gabriel, o mais novo, foi estudar em um Seminário no Peru; outro irmão, chamado de Francisco, casou-se com uma filha de Hernandarias e foi assistente do governador em mais de uma ocasião.
Em 1598, com 22 anos, foi ordenado como sacerdote. Tinha muita admiração pelo trabalho do franciscano Luís de Bolaños, que foi o religioso que fundou as primeiras reduções no Paraguai. Sua vocação era trabalhar na evangelização dos povos nativos, mas cumprindo as ordens do Bispo Martín Ignácio de Loyola (sobrinho do fundador da Companhia de Jesus) exerceu os primeiros nove anos de sacerdócio em Assunção.
Em 9 de maio de 1609, ingressou na Companhia de Jesus.
Em 1610, participou da fundação da Redução denominada como "Nuestra Señora María de los Reyes", que agrupava nativos da etnia guaicurus, em um lugar atualmente denominado como: "Yasocá", localizado a uma légua do Rio Paraguai em frente à cidade de Assunção. Dois anos após o início dos trabalhos, os dois jesuítas foram deslocados para reduções que agrupavam guaranis, onde os resultados eram melhores, sendo que Roque foi encaminhado para a redução de San Ignacio Guazú. Em 1613, outros dois jesuítas reiniciariam os trabalhos naquela redução, mas os guaicurus eram uma etnia particularmente resistente à evangelização, circunstância que levou os jesuítas a abandonar definitivamente aquela redução em 1626.
No dia 25 de março de 1615, fundou a redução de "Nuestra Señora de la Encarnación de Itapúa", para agrupar nativos da etnia guarani na margem esquerda do Rio Paraná, onde, atualmente, está localizada a cidade de Posadas na Argentina. Pouco tempo depois, essa redução foi deslocada para a margem direita daquele rio, onde, atualmente, está localizada a cidade de Encarnación, no Paraguai.
Em 1616, fundou a redução de Yaguapohá, para agrupar nativos da etnia guarani.
Juntamente aos padres Afonso Rodrigues e João de Castilho (ou Juan del Castillo na sua forma castelhana original), Roque González foi um dos primeiros evangelizadores nas terras do Sudoeste do Brasil, isto é, no território atualmente pertencente ao sul do Mato Grosso do Sul, oeste do Paraná e Santa Catarina, e do Rio Grande do Sul. Ele foi um homem católico dedicado à ordem dos Jesuítas e exerceu seu trabalho missionário junto aos povos guaranis, no noroeste daquele estado brasileiro.
Roque González era filho de um pai espanhol de família nobre e cresceu em uma família de alta posição social de Assunção, no Paraguai, interagindo desde a infância com pessoas de origem e falas nativas (principalmente guarani). Ali ele onde estudou e foi ordenado sacerdote no 1599. Mais tarde ele se deslocou ao Rio Grande do Sul, em 1619, e logo cativou a simpatia dos habitantes da terra, muito provavelmente e em boa parte por causa de suas habilidades lingüísticas. Segundo o escritor Nelson Hoffmann, autor de Terra de Nheçu, somente depois de sete anos de negociações com o chefe Nheçu que lhe foi permitido estabelecer a comunidade de São Nicolau, precisamente em três de maio de 1626, sendo esta a primeiríssima comunidade colonizadora ao leste do rio Uruguai no atual território rio-grandense.
Mais tarde o padre Roque González fundou numerosas comunidades cristãs, chamadas Missões ou Reduções, entre eles os santuários de Assunção do Ijuí e Todos os Santos do Caaró.
Depois de dois anos e meio de intenso trabalho missionário, os padres Roque González e Afonso Rodrigues foram mortos em Caaró por um grupo de nativos contrários à evangelização cristã, liderados pelo pajé cacique Nheçu, um líder guarani que possuia autoridade máxima na região do atual município de Roque Gonzales, Rio Grande do Sul, e redondezas.
Diz-se que os indígenas que o interceptaram teriam descarregado na cabeça de padre Roque González uma pancada com um machado de pedra ("itaizá") que o deixara morto e, depois, foi despido de suas veste litúrgicas. Em seguida, eles teriam matado o padre Afonso Rodrigues, queimando os cadáveres. O coração de Roque González foi arrancado do peito e trespassado por uma flecha. Dois dias depois, o teria chegado a vez do padre João de Castilho em uma aldeia vizinha, onde morreu após terríveis torturas. Um homem nativo, ainda catecúmeno, que se encontrava presente e que se opôs aos assassinatos, também foi trucidado junto aos missionários em Caaró. Ele é conhecido como o Cacique Adauto. Existem pessoas que acreditam que ele também, futuramente, poderia ter seu nome acrescentado aos nomes dos três mártires canonizados, porém, não existem quaisquer indicadores ou mesmo probabilidades para que isso venha a ocorrer um dia, dadas as extensivas complexas forças e tradições envolvidas.
Em Caaró, município de Caibaté, se encontra o principal santuário de veneração dos Santos Mártires (como ficaram conhecidos), visitado permanentemente por caravanas de romeiros. Ali se realiza cada ano uma grande romaria, no terceiro domingo de novembro.
Aos 28 de janeiro de 1934, o Papa Pio XI beatificou os missionários mártires e, aos 16 de maio de 1988, em visita a Assunção, no Paraguai, diante de uma multidão de cerca de 500 mil pessoas, o Papa João Paulo II os declarou santos.
| “ | Pela autoridade de Nosso Senhor Jesus Cristo, dos Santos Apóstolos Pedro e Paulo, declaramos e definimos que o Bem-aventurado Roque González e seus companheiros Afonso Rodrigues e João de Castilho, presbíteros e mártires, são santos e os inserimos no catálogo dos santos, estabelecendo que devem ser venerados com devoção em toda a Igreja. | ” |

## Processo de canonização
Em 1928, por ocasião do tricentenário do martírio, o processo de canonização foi retomado pela diocese de Uruguaiana, que tinha jurisdição sobre a região onde ocorreu o martírio, sediou o processo canônico. O postulador da causa foi o padre palotino Frederico Schwinn e o vice-postulador, o padre Thomaz Travi.
Em 1932, o processo de beatificação tinha 790 páginas.
Em 1934, o Papa Pio XI, beatificou os três mártires, desse modo, foi autorizado o culto diocesano ao padre Roque. A partir desse momento se organizam as primeiras romarias ao local do martírio e ganhou impulso a devoção popular ao mártir, além disso, o dia do martírio do Padre Roque González passou a fazer parte do calendário litúrgico de quatro países da América do Sul.
Em 1940, ocorreu, no Rio Grande do Sul, a cura milagrosa de Maria Catarina Stein que sofria de de câncer e estava desenganada pelos médicos. Seu marido prostrou de joelhos diante do Coração do Padre Roque e rezou com muita fé, ao retornar para casa, encontrou a esposa curada. Maria, que estava com 50 anos, viveu por mais 28 anos.
Em 1978, por ocasião dos 350 anos do martírio, o processo foi retomado com o apoio de religiosos e bispos do Rio Grande do Sul, do Uruguai, do Paraguai e da Argentina.
Em fevereiro de 1978, foi realizado um encontro na cidade de Posadas (Argentina), no qual decidiu-se que os três mártires passariam a ser reconhecidos como os "Mártires das Missões".
Em 1983, o Papa João Paulo II promoveu uma reforma para simplificar os processos de canonização.